# Aerotypia pleurotella
Aerotypia pleurotella är en fjärilsart som beskrevs av Walsingham 1911. Aerotypia pleurotella ingår i släktet Aerotypia och familjen stävmalar. Inga underarter finns listade i Catalogue of Life.